# Carolina (film, 2003)
Pour les articles homonymes, voir Carolina.
Pour plus de détails, voir Fiche technique et Distribution.
Carolina est un film américano-allemand réalisé par Marleen Gorris et sorti en 2003.

## Synopsis
Désireuse de mener une « vie normale », la jeune Carolina (une vingtaine d’années) tente d’échapper à l’emprise de son excentrique famille, notamment à celle de son extravagante grand-mère Millicent… 

## Fiche technique
- Titre : Carolina
- Réalisation : Marleen Gorris
- Scénario : Katherine Fugate
- Dialogues : Katherine Fugate
- Musique : Steve Bartek
- Photo : John Peters
- Direction de la photographie : John Peters
- Décors : Aaron Osborne
- Costumes : Suzanne McCabe, Cecil K. Merritt Jr.
- Montage : Alan Heim, Michiel Reichwein
- Pays d'origine :  Allemagne,  États-Unis
- Langue de tournage : anglais
- Producteurs : Carol Baum, Martin Bregman, Kate Guinzburg, Lou Pitt
- Sociétés de production : Bregman-IAC Productions, Carol Baum Productions, Carolina Torn Asunder Inc., Hollywood Partners, Living Pictures, The Pitt Group, Screenland Movieworld GmbH
- Sociétés de distribution : Bregman-IAC Productions, Solo Filmverleih GmbH
- Budget : 15 millions $ (estimation)
- Format : couleur — 1.85:1 — Dolby Digital — 35 mm
- Genre : comédie
- Durée : 96 min
- Date de sortie : 
  - Russie : 5 juin 2003

## Distribution
- Julia Stiles : Carolina Mirabeau
- Shirley MacLaine : Millicent Mirabeau, la grand-mère
- Alessandro Nivola : Albert Morris
- Randy Quaid : « Ted » Theodore Mirabeau
- Edward Atterton : Heath Pierson
- Azura Skye : Georgia Mirabeau
- Mika Boorem : Maine Mirabeau
- Jennifer Coolidge : Tante Marilyn